# War Cars Construction Set
War Cars Construction Set è un videogioco d'azione pubblicato nel 1987-1988 per i computer Amstrad CPC, Commodore 64 e ZX Spectrum dall'editrice britannica Firebird nella linea economica 299 (al prezzo originale di 2,99 sterline). Contrariamente al titolo, ha poco a che vedere con la guerra; il manuale stesso lo presenta come una simulazione di slot car, caratterizzata da un editor di livelli. Solo su Commodore 64, e solo a video, il titolo è War Cars Construction Kit. Inoltre prima dell'uscita il titolo previsto era Car Wars, rimasto in parte utilizzato nel manuale per ZX Spectrum.
La maggior parte dei giudizi che ricevette dalla stampa europea furono più o meno negativi, fino a un estremo "0%" da parte della rivista francese Amstrad Cent Pour Cent.

## Modalità di gioco
Il gioco si svolge su un groviglio di corsie orizzontali e verticali, con curve ad angolo, incroci e sottopassaggi. Il giocatore controlla il proprio veicolo su questa pista-labirinto, in competizione con un altro veicolo controllato dal computer. Lo schermo presenta due finestre, a destra c'è la visuale centrata sul veicolo del giocatore e a sinistra quella del computer. Le visuali sono dall'alto e mostrano soltanto le vicinanze del veicolo, con scorrimento multidirezionale. Le corsie sono larghe esattamente come i veicoli, che possono seguire i percorsi a un'unica velocità, deviare agli incroci, fermarsi e invertire il senso di marcia. 
L'obiettivo di entrambi i contendenti è raccogliere delle icone, chiamate "bandiere" (flag) anche se non ne hanno l'aspetto, che compaiono sulla pista una alla volta. Una minimappa di tutta l'arena mostra le posizioni assolute dei due veicoli e della bandiera attuale, ma non mostra i percorsi. Se i due veicoli si scontrano tra di loro, entrambi perdono una vita. Ogni contendente ha a disposizione due rocce che può scaricare negli angoli della pista per ostruire temporaneamente il passaggio.
Oltre ad aumentare il punteggio, le bandiere a seconda del tipo possono fornire altri bonus: ricarica delle rocce, vita extra, punti extra, o la temporanea capacità di "inseguimento" (chase), che permette di scontrarsi con l'avversario senza perdere la propria vita oppure fa vincere punti quando si è vicini all'avversario.
L'editor permette di creare e salvare fino a cinque altre piste. In modalità disegno le due finestre mostrano rispettivamente la mappa dell'intera pista e la vista ravvicinata a scorrimento della zona che si sta modificando, piazzando con un cursore vari tipi di tasselli di percorso. Le piste disegnate non devono avere interruzioni e devono avere almeno dieci angoli; le piste non valide vengono automaticamente rifiutate.